# Johannes Gutenberg-Stiftungsprofessur
Die Johannes Gutenberg-Stiftungsprofessur (Eigenname) wurde am 1. März 2000 aus Anlass des 600. Geburtstages von Johannes Gutenberg als gemeinnützige Stiftung durch die „Freunde der Universität Mainz e.V.“ eingerichtet, um damit das Ansehen und die Attraktivität der Johannes Gutenberg-Universität Mainz zu fördern.

## Zweck, Finanzierung und Ansiedlung
Stiftungszweck ist die Förderung von Lehre und Forschung an der Universität Mainz. Die Gastprofessur soll in Forschung und Lehre neue Akzente setzen, der Öffentlichkeit das Bild einer lebendigen Wissenschaft vermitteln und zugleich die Auseinandersetzung mit aktuellen Problemstellungen ermöglichen sowie Impulse zur Integration der Einzelwissenschaften vermitteln und neue Kontakt- und Kooperationschancen bieten.
Die Stiftung finanziert die Professur aus von privater Seite gespendeten und gestifteten Mitteln und aus deren Erträgen.
Die Stiftungsprofessur ist beim Studium generale der Universität angesiedelt, das mit der Organisation und Durchführung der Veranstaltungen betraut ist und die Inhaber der Professur konzeptionell und organisatorisch unterstützt.

## Stiftungsprofessurinhaber

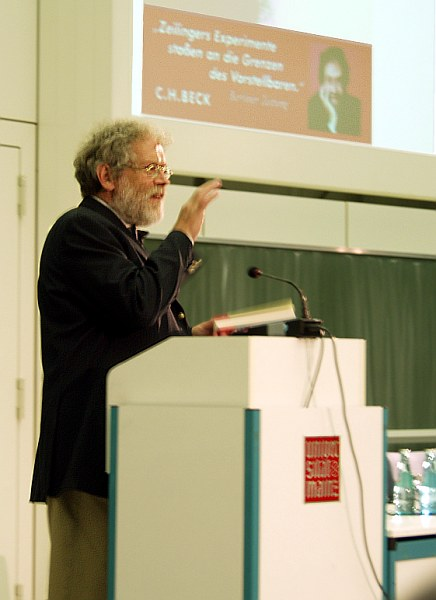
Anton Zeilinger bei einem Vortrag an der Universität Mainz am 11. Juli 2006

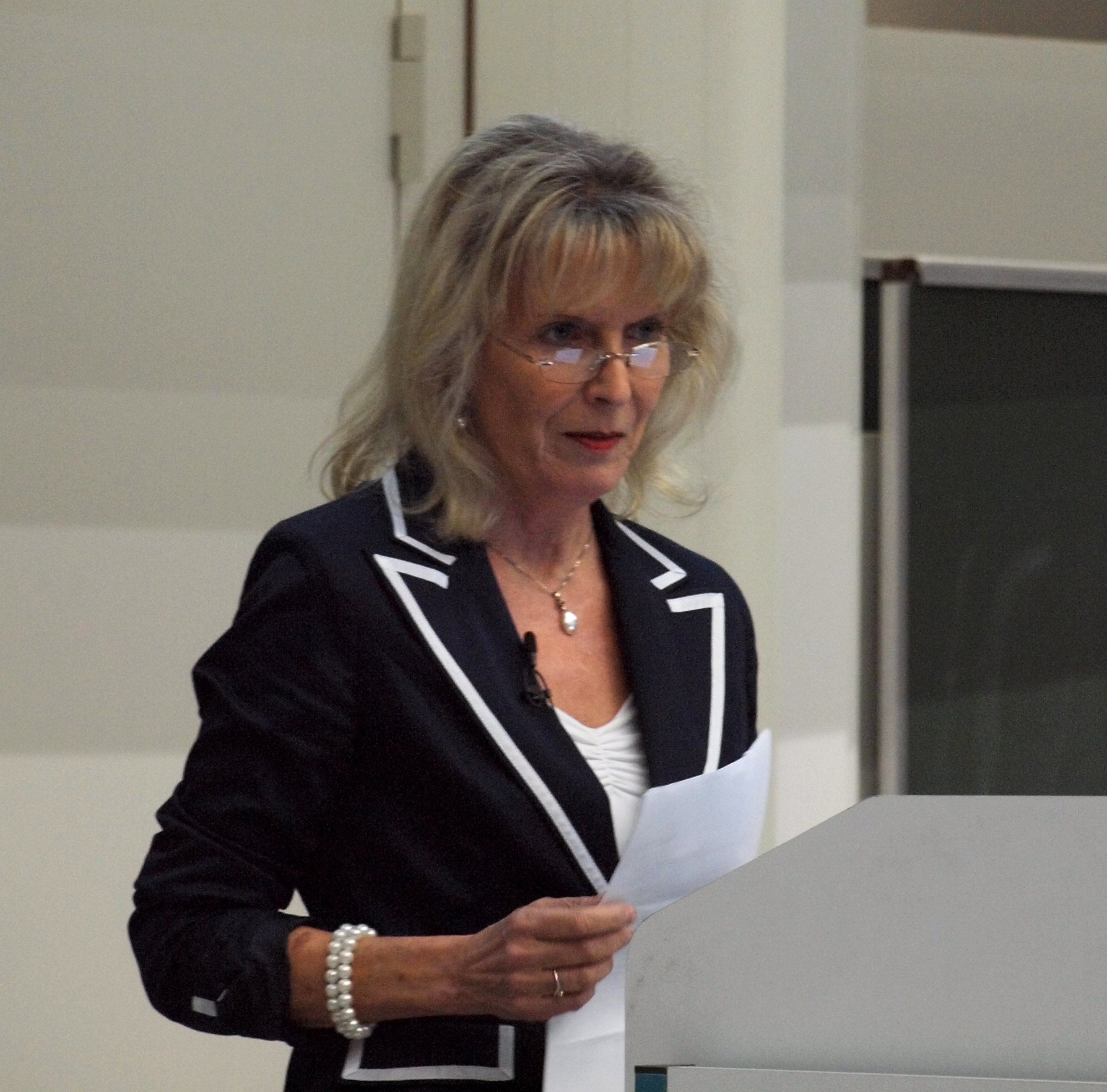
Angela D. Friederici bei einem Vortrag im Rahmen ihrer Stiftungsprofessur in Mainz (Mai 2010)

Die Stiftungsprofessur ist Persönlichkeiten vorbehalten, die aufgrund ihrer wissenschaftlichen Leistungen oder ihrer Bedeutung im kulturellen und öffentlichen Leben in der Lage sind, Fachperspektiven zu verbinden und übergreifende Einsichten zu entwickeln. Entscheidend für die Berufung sind das Renommee der Personen und die interdisziplinäre Ausstrahlung ihrer Arbeit. Die jeweiligen Vorlesungen finden im Sommersemester statt und müssen nicht unbedingt auf dem Campus der Universität stattfinden, sondern können auch in geeigneten Lokalitäten in der Mainzer Innenstadt wie zum Beispiel im Rathaus oder dem Staatstheater stattfinden.
- 2000: Fritz Stern; Kulturhistoriker und Träger des Friedenspreises des Deutschen Buchhandels[1]
- 2001: Bert Hölldobler; führender Vertreter der Evolutionsbiologie und Pionier der Soziobiologie[2]
- 2002: Hans-Dietrich Genscher; früherer Bundesaußenminister[3]
- 2003: Wolfgang Frühwald; Präsident der Alexander von Humboldt-Stiftung[4]
- 2004: Klaus Töpfer; ehemaliger Exekutiv-Direktor des Umweltprogramms der Vereinten Nationen (UNEP) und Bundesumweltminister[5]
- 2005: Peter Ruzicka; Komponist und Dirigent[6]
- 2006: Anton Zeilinger; Wiener Experimentalphysiker[7]
- 2007: Georg Friedrich Melchers; Immunologe[8]
- 2008: Jan Philipp Reemtsma; Literatur- und Sozialwissenschaftler[9]
- 2009: Karl Lehmann; Mainzer Bischof und Kardinal[10]
- 2010: Angela D. Friederici; Neuropsychologin[11]
- 2011: Gottfried Boehm; Kunsthistoriker und Philosoph[12]
- 2012: Friedemann Schrenk; Paläoanthropologe[13]
- 2013: Gerold Krause-Junk; Wirtschaftswissenschaftler[14]
- 2014: Christof Wetterich; theoretischer Physiker[15][16][17]
- 2015: Aleida und Jan Assmann, Kulturwissenschaftler[18]
- 2016: Onur Güntürkün; Biopsychologe[19]
- 2017: Wolfgang Wahlster; Informatiker[20]
- 2018: Herfried Münkler; Politikwissenschaftler[21]
- 2019: Hanns Hatt; Biologe und Mediziner[22]
- 2020/21: Joachim Gauck; Theologe und Bundespräsident a. D.[23] (2020 aufgrund der COVID-19-Pandemie abgesagt[24], 2021 als Online-Reihe[25])
- 2022: Antje Boetius; Meeresbiologin[26]
- 2023: Hubert Wolf; Kirchenhistoriker[27]
- 2024: Bettina Schöne-Seifert; Medizinethikerin[28]
- 2025: Julia Fischer; Primatenforscherin[29]